# Loch Hempriggs
Loch Hempriggs är en sjö i Storbritannien.   Den ligger i kommunen Highland och riksdelen Skottland, i den norra delen av landet, 800 km norr om huvudstaden London. Loch Hempriggs ligger 52 meter över havet.